# Epeus covid
Espèce
Epeus covid est une espèce d'araignées aranéomorphes de la famille des Salticidae.

## Distribution
Cette espèce est endémique du Yunnan en Chine,. Elle se rencontre dans le xian de Jiangcheng.

## Description
Le mâle holotype mesure 5,47 mm et la femelle paratype 6,12 mm.

## Systématique et taxinomie
Cette espèce a été décrite par Lin et Li en 2023.

## Étymologie
Cette espèce est nommée en référence au Covid-19.

## Publication originale
- Lin, Li & Pham, 2023 : « Taxonomic notes on some spider species (Arachnida: Araneae) from China and Vietnam. » Zoological Systematics, vol. 48, no 1, p. 1-99.